# メテオール (人工衛星)
メテオール（ロシア語: Метеор, Meteor）はソヴィエト連邦・ロシア共和国の極軌道気象衛星シリーズである。1960年代より多数の衛星が打ち上げられたが、一時期軌道上から利用可能な衛星が消失したこともある。現在は新たに衛星を打ち上げ観測網を再構築中である。

## 誕生まで
1960年にソ連政府は気象衛星の開発を決定し、OKB-586（ヤンゲリ設計局、のちにユジノエ設計局）が開発を開始した。1962年に開発はNII-627（現FSUE NPP VNIIEM）に移換された。メテオール衛星の誕生までには、いくつかの実験衛星が打ち上げられている。まず1963年、三軸制御とcremnium-basedの太陽電池、熱制御の実験を目的としたコスモス-14とコスモス-23が打ち上げられ、次いで1964年にメテオール衛星のプロトタイプであるコスモス-44が初めて雲のテレビ画像を送信した。
その後、1965年にコスモス-122、144、156が打ち上げられ、これらにより初の実験的な気象予報ネットワークが構築された。
メテオール1-1は1969年3月26日に打上げられ、1969年から1977年までの間に計28機のメテオール1が軌道に投入された。全ての衛星はボストーク-2M（8A92M）ロケットを使って、プレセツク宇宙基地より打ち上げられた。
なお、メテオール1は、1981年の1-31号機まで打上げられているが、最後の方の衛星はリモートセンシング衛星として地球観測に使われた。

## メテオール2
後継であるメテオール2衛星は1967年に開発が決定され、1971年には予備的な設計は終了していたが分光計の開発に手間取り、テスト機である1号機の打上げは1975年7月11日までずれ込んだ。メテオール2は衛星の寿命が6ヶ月から1年に向上し、また気象データを軍用のAPPI (Autonomous Points of Information Collection) 受信局に直接送信する能力を備えていた。このAPPI受信局はソ連とその衛星国に約50ヶ所存在していた。重量は約1,300kgであり、以下のセンサを搭載していた。
- 昼間・夜間ともに雲と地表を観測可能な可視光(波長500～700nm)・赤外線(波長800～1200nm)TVカメラ
- 宇宙空間の電磁場観測用放射計測センサ
- 鉛直気温分布観測用赤外放射計（8チャンネル）

1975年から打ち上げが始まったメテオール2は、1982年に利用可能であると宣言されその後1993年まで計21機の衛星がプレセツクより打ち上げられた。打ち上げ機には8号機を除く1～10号機にはボストーク-2Mが、それ以外には打ち上げ前の手順を簡単にするため、ツィクロン-3が用いられた。投入された軌道は打ち上げ機により異なり、ボストークを用いたものは軌道傾斜角81.3度、近地点約850km、遠地点約900kmであり、ツィクロン-3を用いたものは軌道傾斜角82.5度、近地点940km、遠地点960kmであった。

## メテオールM
メテオールM1(M-N1)は、2009年9月17日にソユーズ2-1bロケットで打上げられた。2001年12月に打ち上げられて2003年12月に送信機の故障で使用不能となったメテオール3M-N1の代わりとなる新型の極軌道気象衛星。ロシアはこの間、使用可能な気象衛星がなくなり、NASAとESAに依存していた。
メテオールMの3号機には海洋観測用の次世代レーダを搭載する予定。 

## 参考資料・外部リンク
- NPP VNIIEM Meteor-3/M[リンク切れ]
- RussianSpaceWeb.com "Meteor"
- EncyclopediaAstronotica "Meteor"